# Neumühle (Weismain)
Die Neumühle ist eine ehemalige Getreidemühle in Weismain. Sie gilt als die Mühle mit der ältesten Bausubstanz in der Stadt und hat als einzige noch ein funktionsfähiges Mühlrad.

## Geschichte
Die Neumühle wurde Anfang des 17. Jahrhunderts errichtet. Nach der Zerstörung im Dreißigjährigen Krieg wurde sie zunächst nicht wieder aufgebaut. Spätestens 1746 wurde durch Johann Gottfried Weyermüller an derselben Stelle die Mühle neu errichtet. Von 1843 bis 1866 diente sie als Wollspinnerei, im Anschluss daran wieder als Getreidemühle.

## Architektur
Das zweigeschossige Gebäude besitzt ein hohes Mansard-Walmdach. Das Mühlrad, ein unterschlächtiges Staberrad, kann  besichtigt werden. In der heutigen Bausubstanz handelt es sich bei der Neumühle um die älteste aller Mühlen im Weismainer Stadtkern. Bis auf die in der zweiten Hälfte des 20. Jahrhunderts vergrößerten Fensteröffnungen ist das äußere des Gebäudes nahezu mit dem Aussehen von 1746 identisch.